# Robert Tripp Ross
Robert Tripp Ross (ur. 4 czerwca 1903 w Washingtonie w Karolinie Północnej, zm. 1 października 1981 w Jackson Heights w Nowym Jorku) – amerykański polityk, członek Partii Republikańskiej.

## Działalność polityczna
W okresie od 3 stycznia 1947 do 3 stycznia 1949 przez jedną kadencję i ponownie od 19 lutego 1952 do 3 stycznia 1953 przez jedną kadencję był przedstawicielem 5. okręgu wyborczego w stanie Nowy Jork w Izbie Reprezentantów Stanów Zjednoczonych.